# Андалузский пёс
«Андалузский пёс» (фр. Un chien andalou) — короткометражный сюрреалистический немой фильм испанского режиссёра Луиса Бунюэля и испанского художника Сальвадора Дали. Первоначально был выпущен к ограниченному показу в Париже в 1929 году, но, став популярным, оставался в прокате восемь месяцев. Является одним из наиболее известных сюрреалистических фильмов «авангарда» 1920-х. Следующий фильм Бунюэля «Золотой век» (Âge d’or, 1930) считается стилистическим продолжением «Андалузского пса».
В фильме отсутствует сюжет в привычном понимании этого слова. Хронология фильма разрозненна: так, переход от первой сцены фр. Il etait une fois (рус. «Давным-давно») ко второй сцене «Восемь лет спустя» происходит без изменения обстановки и персонажей. По сути, кинематографическое повествование Бунюэля подчиняется законам «логики» сновидений, в которых зрительные образы меняются, не подчиняясь рациональной логике и хронологической последовательности, поэтому кинокритики, анализирующие фильм, часто пользуются терминами популярной в те годы теории сновидений Фрейда.
Фактически опровергая различные интерпретации фильма, Бунюэль в своих воспоминаниях отмечал, что единственным правилом, которым они с Дали пользовались при написании сценария, был запрет на «любые идеи или образы, которые могли бы иметь рациональное объяснение». Кроме того, он утверждал, что «в фильме нет ничего, что бы символизировало что-то. Единственным методом исследования символов, возможно, является психоанализ».

## Фабула
Фильм начинается сценой фр. Il etait une fois (рус. «Давным-давно»). Мужчина средних лет (Луис Бунюэль) точит лезвие бритвы, выходит на балкон, смотрит на полную луну, а затем делает лезвием надрез по глазу девушки, сидящей в кресле. 
В это же время тонкое облако пересекает диск луны.

«Моя подруга любит нежность легких разрезов скальпеля на выпуклости зрачка»…
Сальвадор Дали.

«Бунюэль сам рассказывал мне, что этот эпизод придумал Дали, которому он был непосредственно подсказан подлинным видением узкого и длинного облака, прорезающего лунный диск».
Жорж Батай.

Далее мы видим руку с дыркой, из которой выползают муравьи; оторванную кисть руки; мужчину, который тащит за собой два рояля с полуразложившимися мёртвыми ослами и двумя привязанными к роялям священниками; человека, стреляющего в другого человека; женщину, перекатывающую по мостовой отрубленную руку, и так далее. Все эти образы к концу фильма так и не складываются в подобие сюжета, оставаясь загадочными и неопределёнными.

## В ролях
- Луис Бунюэль — мужчина в прологе
- Сальвадор Дали — семинарист
- Симона Марёй — девушка
- Пьер Батшев — мужчина
- Хайме Миравиллес — Семинарист (в титрах не указан)
- Роберт Хоммет — молодой мужчина на пляже (в конце фильма, в титрах не указан)
- Фано Мессан — гермафродит (в титрах не указана)

## Создание
Название фильма представляет собой скрытую реминисценцию из испанской поговорки: «Андалузский пёс воет — кто-то умер!». «Андалузскими псами» в Студенческой резиденции презрительно называли южан; прозвище означало: слюнтяй, маменькин сынок, недотёпа, растяпа и т. п.
В основе сценария фильма «Андалузский пёс» лежат два сновидения его создателей Луиса Бунюэля и Сальвадора Дали. Для съёмок эпизода с надрезом бритвой глаза девушки использовался глаз мёртвой коровы.
Фильм содержит аллюзии на произведения нескольких писателей того времени, в том числе на стихотворения Федерико Гарсиа Лорки и роман Хуана Рамона Хименеса «Платеро и я» (исп. Platero y yo, 1914), который создатели фильма сильно недолюбливали.

## Дальнейшая судьба
На премьере фильма в Париже в 1929 году у Луиса Бунюэля были запасены полные карманы камней, чтобы в случае скандала иметь возможность отбиться от разъярённых зрителей. Опасения режиссёра оказались напрасными. Позднее Дали утверждал, что фильм «за один вечер разрушил десятилетнее псевдоумствование послевоенного авангардизма». По наблюдению Зигфрида Кракауэра: «Причудливые, иррациональные образы этого фильма, явно подсказанные желанием ошеломить зрителя эффектами в стиле дадаистов, как будто возникали из глубоких слоев психики и адресовались той же сфере». Для Кракауэра эта работа Бунюэля—Дали является наиболее «своеобразной и показательной для сюрреалистических фильмов того периода» наряду с картиной Жана Кокто «Кровь поэта» (1930) несмотря на возражения последнего, несогласного с такой оценкой.
По утверждению режиссёра, этот фильм Чарли Чаплин смотрел с десяток раз у себя дома. В первый раз, когда начался фильм, его мажордом-китаец, служивший у него также механиком, упал в обморок. Позднее Карлос Саура говорил Бунюэлю, что когда Джеральдина Чаплин была маленькой, отец, чтобы попугать её, рассказывал некоторые эпизоды этого фильма.
В 1960 году Бунюэль добавил к фильму саундтрек — музыку из оперы Вагнера «Тристан и Изольда» и два аргентинских танго. Эту же музыку играл граммофон во время премьерных показов фильма.
По мнению Пазолини, фильм: «...откровенно выполнен в регистре чистой выразительности, но из-за этого ему необходим опознавательный знак: сюрреализм. И надо сказать, что в качестве сюрреалистического продукта этот фильм восхитителен».
Пьер Батшев и Симона Марейль в разное время покончили жизнь самоубийством: Марейль подожгла себя в 1954 году, Батшев умер от передозировки веронала в 1932 году.